# Động vật ăn xác thối

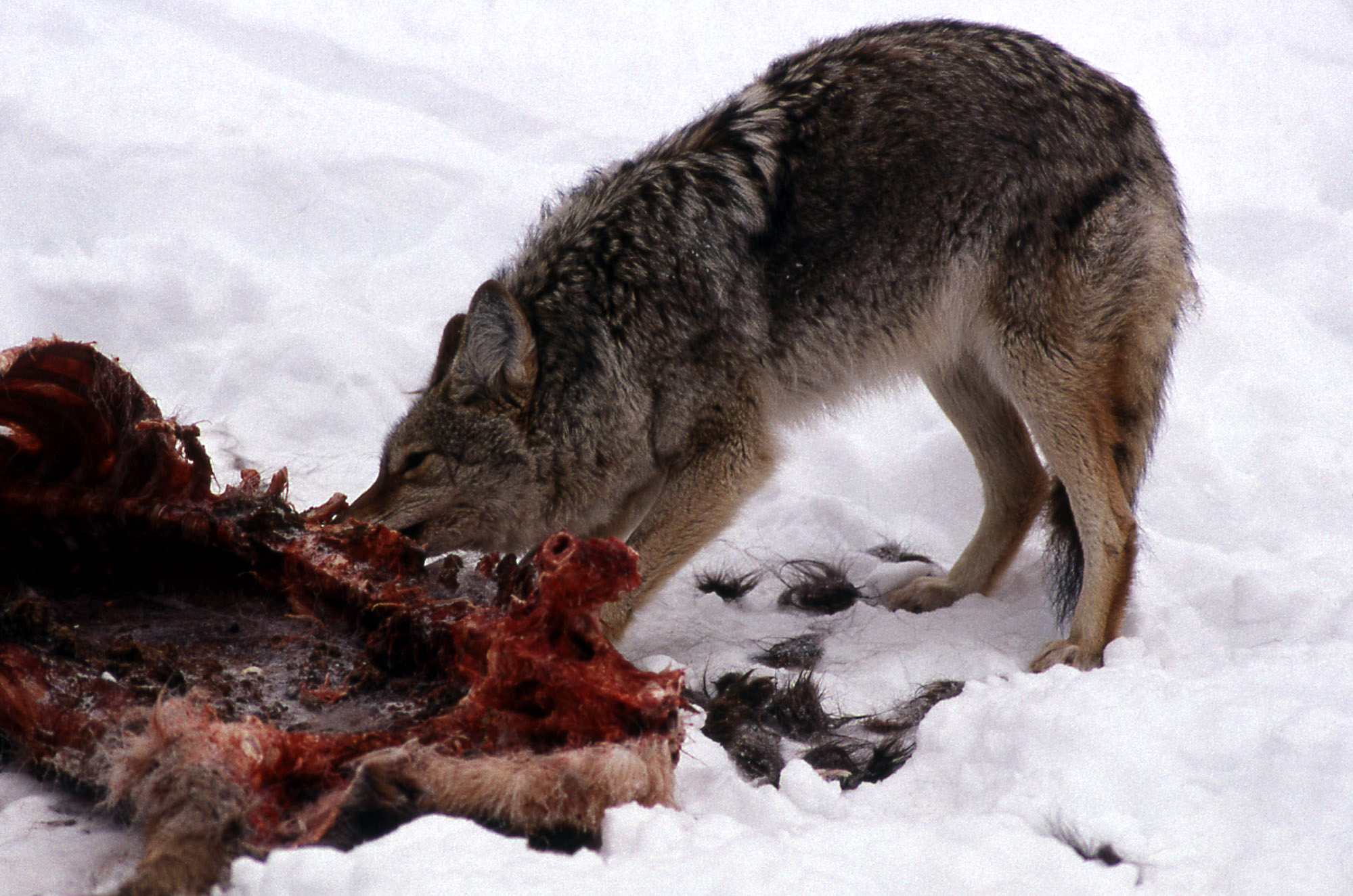
Một con sói đồng cỏ đang ăn xác thối của một con hươu

Động vật ăn xác thối hay động vật ăn xác chết là những loại động vật ăn thịt và hành vi ăn các loài động vật ăn cỏ hay con mồi trong tình trạng thối rữa hoặc đã phân hủy (thịt thối). Ăn xác thối đóng một vai trò quan trọng trong hệ sinh thái bằng cách tiêu thụ các nguyên liệu động vật và thực vật chết để hoàn tất quá trình phân hủy, tránh sự ô nhiễm đối với môi trường sống, tiêu hủy mầm bệnh. Những kẻ ăn xác thối nổi tiếng trong giới động vật bao gồm kền kền, linh cẩu, chó rừng, sói rừng, sói đồng, quạ, bọ cánh cứng, cú, chúng được ví như cảnh sát sinh thái hay cảnh sát động vật, thường xuyên tuần tra, lảng vảng, sục sạo để phát hiện và dọn sạch những cái xác chết.

## Đại cương
Nhiều động vật ăn thịt lớn săn mồi thường xuyên cũng ăn xác thối chẳng hạn như linh cẩu, nhưng cũng gặp những trường hợp động vật ăn thịt tươi sống sẽ ăn xác thối như sư tử, hổ và chó sói nếu chúng có cơ hội hoặc sử dụng lợi thế về kích thước và sự tàn bạo của chúng để đe dọa những người kẻ săn mồi ban đầu (báo săn là một điển hình khi 50% số mồi nó săn được rơi vào tay những kẻ săn mồi to lớn hơn), chó ăn xác thối và quạ thường xuyên khai thác những xác thối trong những vụ tai nạn. Mặc dù danh tiếng của nó như là một động vật ăn thịt nước ngọt hung dữ nhưng piranha bụng đỏ thực sự là một động vật ăn xác thối và thường nhút nhát, hoàn thành một vai trò tương tự như con chim kên kên.

## Một số loài

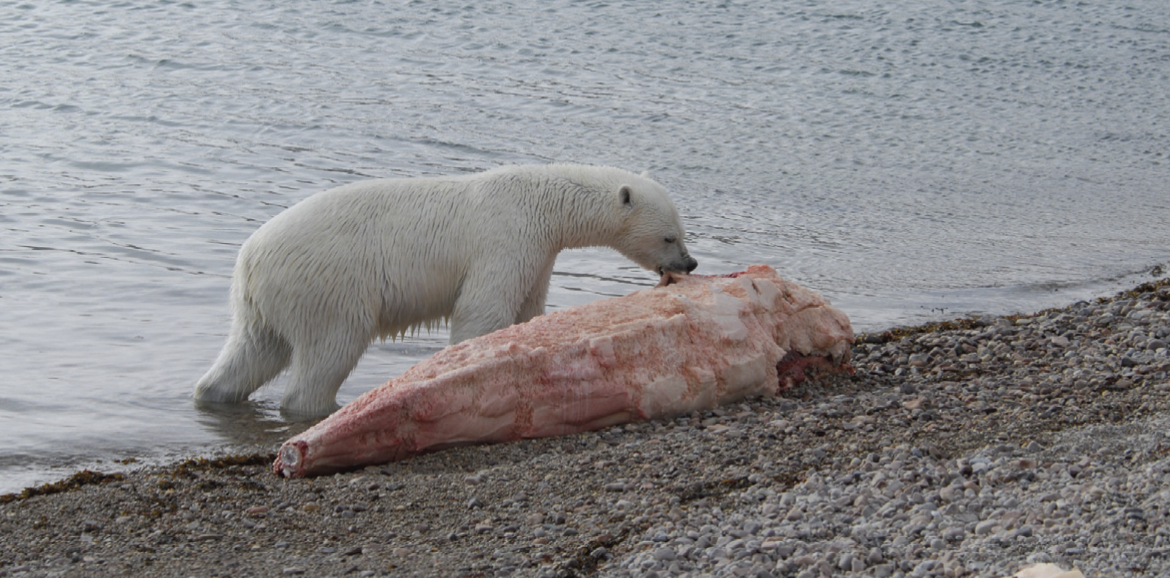
Một con gấu trắng đang ăn một con kỳ lân biển

- Kền kền là nhóm các loài chim nổi tiếng vì tập tính ăn xác chết động vật. Chúng tìm xác chết bằng thị giác và khứu giác, được ví như những vệ sinh viên chăm chỉ của môi trường tự nhiên, dọn sạch những xác chết động vật trên đồng cỏ. Đặc biệt kền kền không bao giờ giết con mồi mà chỉ chờ cho chúng chết mới ăn
- Quạ thường (Corvus corax) là một loài chim thuộc họ Quạ phân bố khắp Bắc bán cầu, là loài quạ phân bố rộng rãi nhất. Loài quạ này có chế độ ăn tạp. Chúng là loài cơ hội trong việc tìm dinh dưỡng, ăn xác chết, côn trùng, hạt ngũ cốc, trái cây, động vật nhỏ, thức ăn thừa.
- Linh cẩu đốm có tên gọi khác là linh cẩu cười, là loài linh cẩu to lớn nhất và hung hãn nhất, là loài ăn thịt. Thức ăn của chúng khá tạp nham. Chúng ăn cả xác thối lẫn xác tươi. Đặc biệt chúng chuyên đi cướp xác của các loài khác
- Chó sói đồng cỏ là một loài chó có họ gần gũi với chó sói và chó nhà, sống chủ yếu ở vùng Bắc Mỹ. Chúng là loài vật săn mồi sống theo bầy đàn số lượng ít. Sói đồng cỏ thường di chuyển và bám theo những bầy hươu đói xơ xác từ các vùng cao bị tuyết phủ dày đặc xuống tìm kiếm đồng cỏ rộng lớn khác để chờ cơ hội ăn xác thối.
- Bọ cánh cứng cũng là loài ăn xác thối, chúng được xem là những "công nhân quét đường", chúng làm sạch sẽ môi trường khi ăn hết những xác chết động vật.
- Sư tử Đây là động vật ăn thịt tươi sống nhưng cũng có khi ăn cả xác thối. Những lúc bị đói, sư tử không hề bỏ qua xác động vật thối. Thậm chí, nó còn chiến đấu tới cùng để giật con mồi khi có kẻ phá đám.
- Hổ: Cũng có quan niệm cho rằng hổ cũng thích ăn xác thối, nhất là xác người chết. Có những chuyện kể về việc hổ rất thích ăn xác thối. Khi cắn chết ai, nó thường tha vào rừng để ăn thịt. Khi ăn thịt người, nó thường nhìn trăng. Nếu là trăng đầu tháng, nó ăn đầu, giữa tháng ăn phần bụng và cuối tháng ăn phần chân. Ăn no, nó giấu xác để hôm sau tìm đến ăn tiếp. Xác người càng thối, nó càng khoái khẩu, nó còn đào mộ moi xác người lên để ăn[1][2].

## Hình ảnh

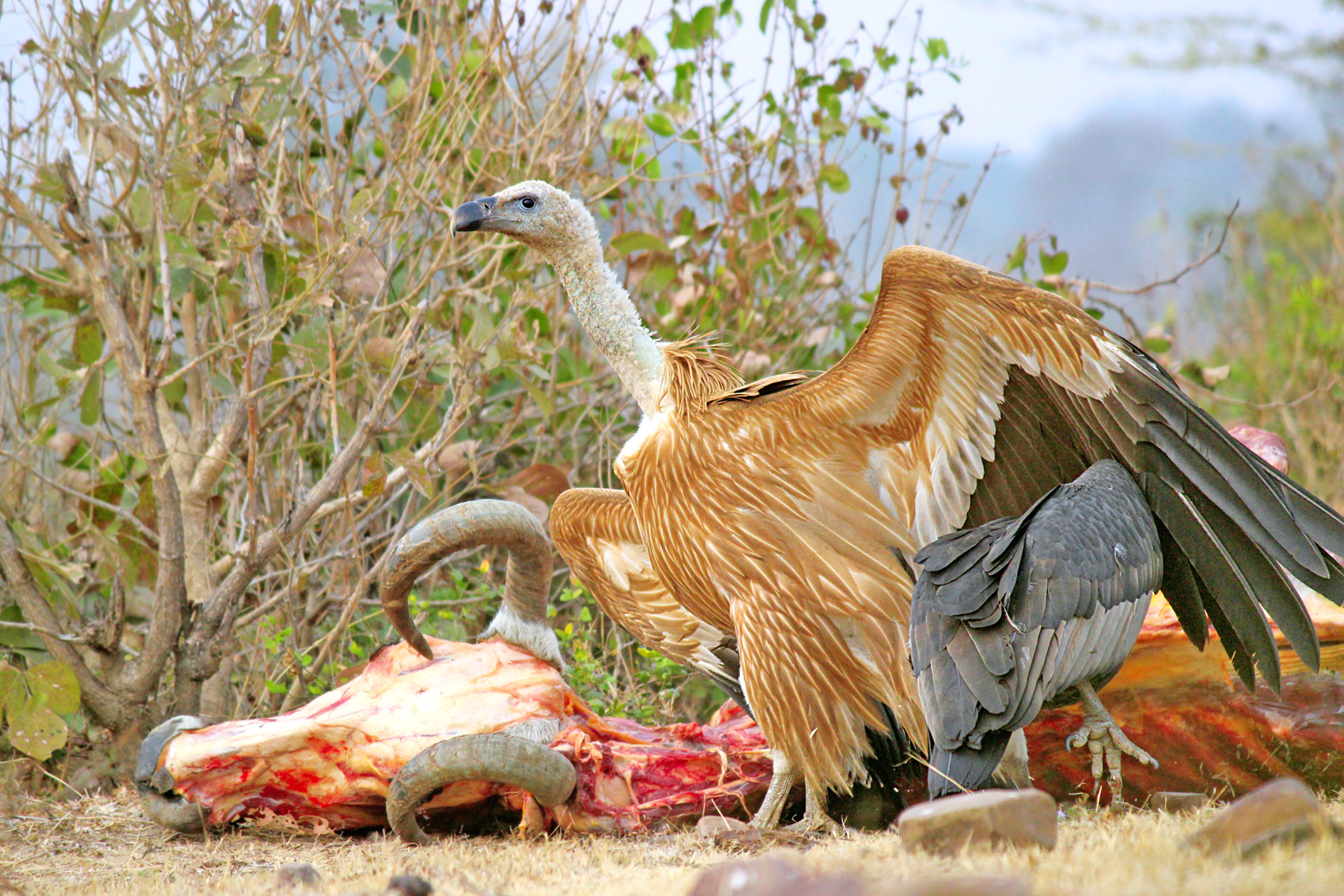
Kền kền đang rỉa xác
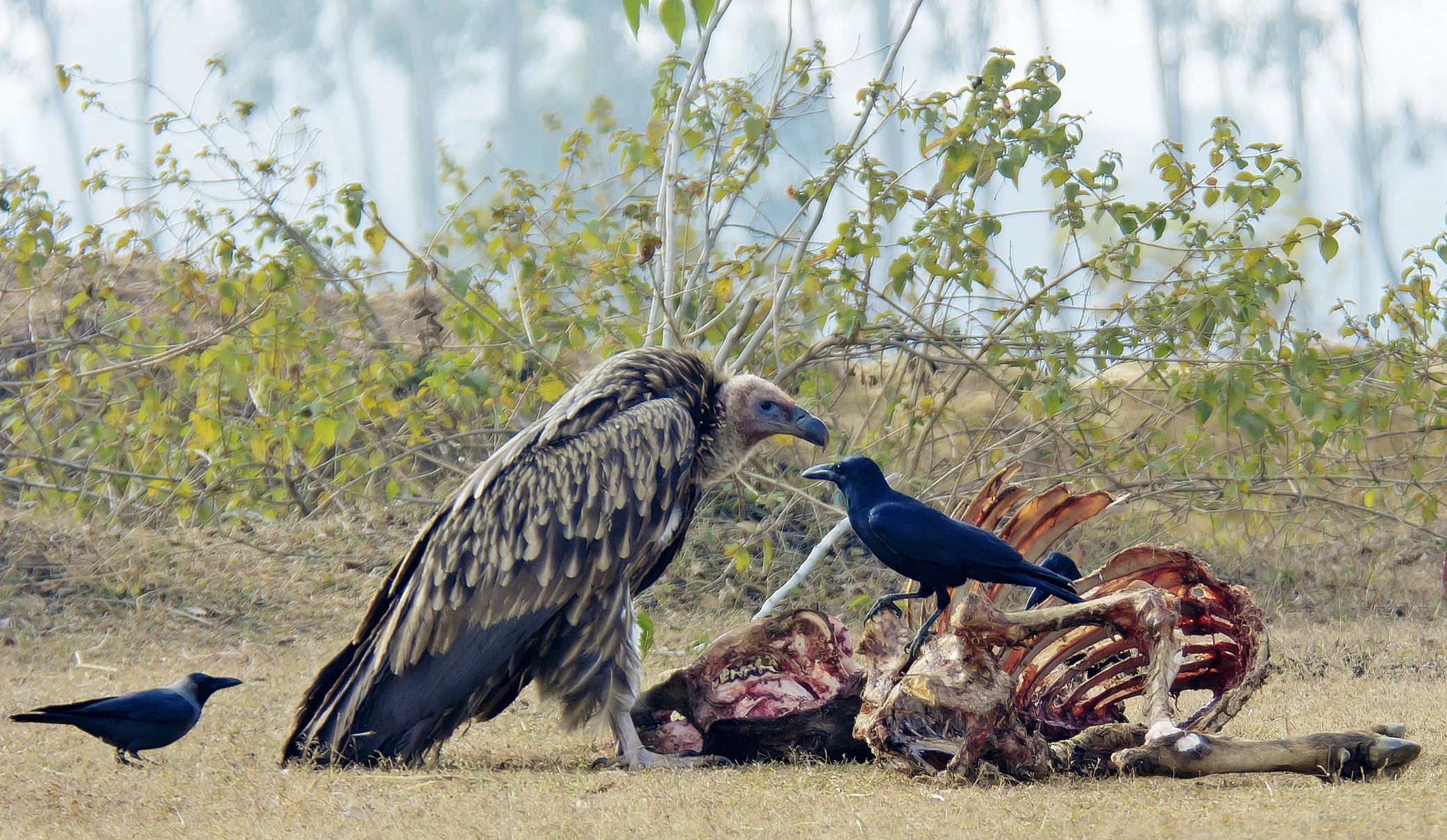
Kền kền đang rỉa xác
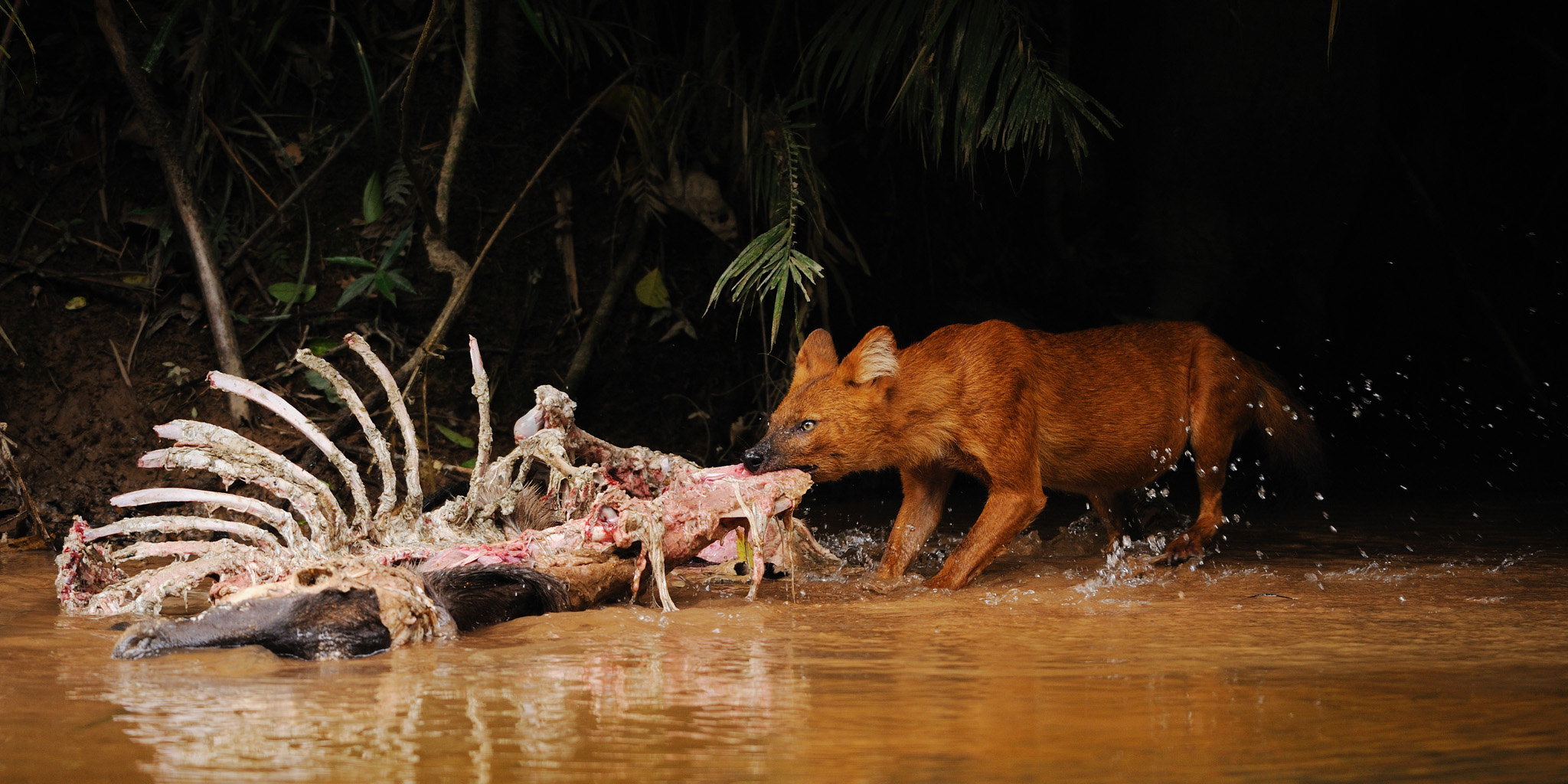
Sói lửa đang ăn xác thối của nai đen
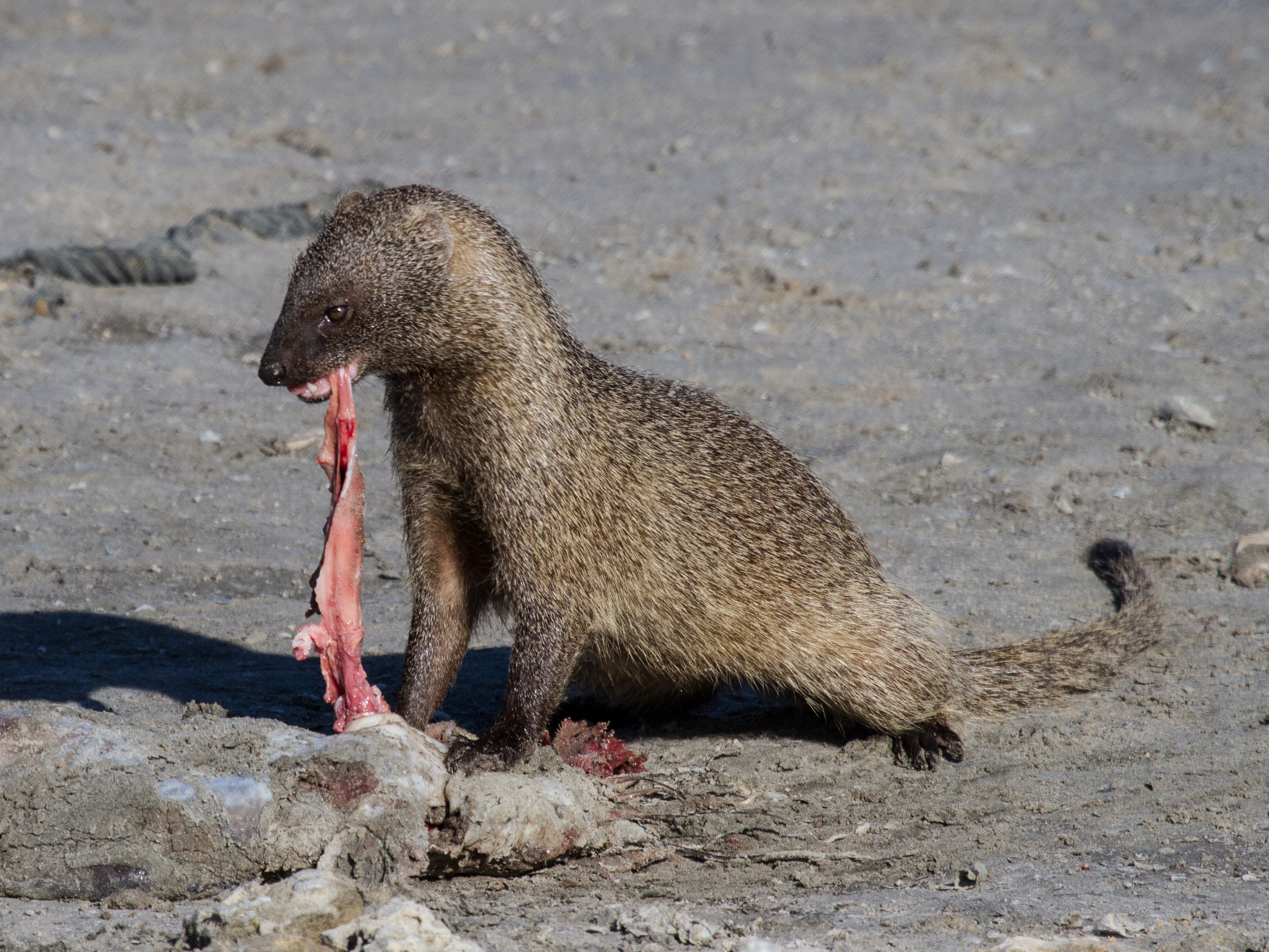
Một con cầy đang ăn xác thối của một con cá da trơn
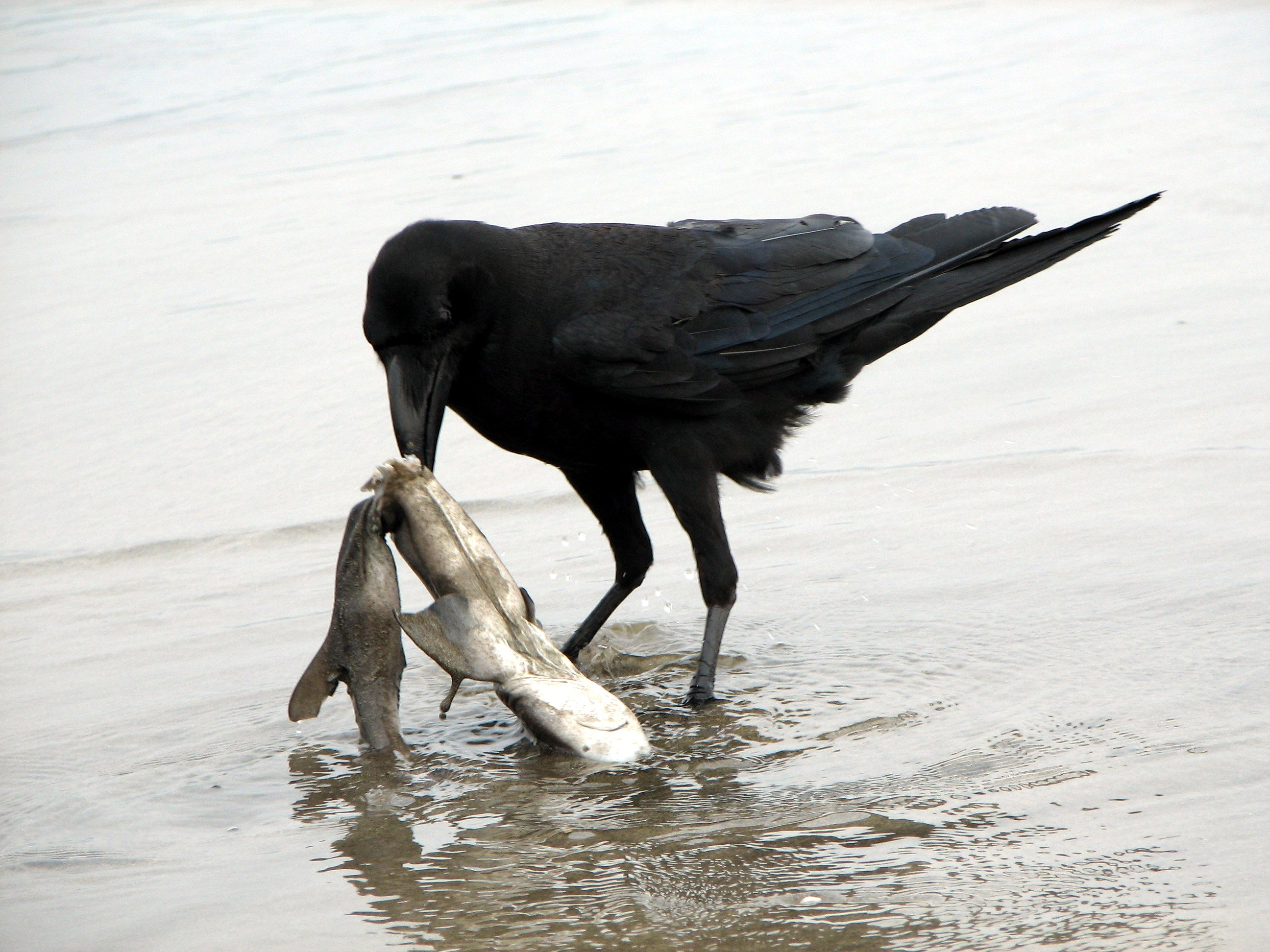
Một con quạ đang ăn xác chết của một con cá mập con
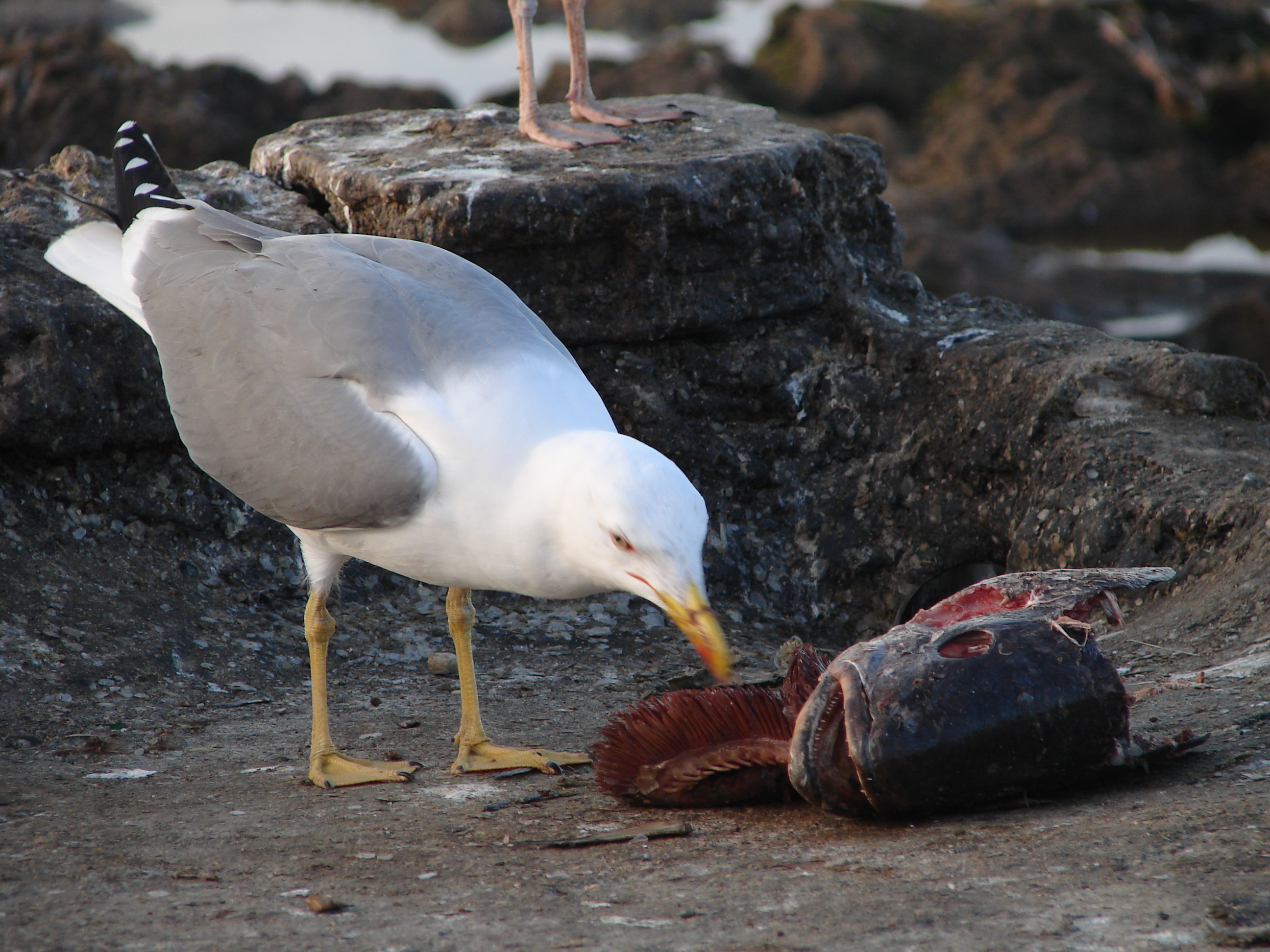
Một con chim biển đang ăn xác cá
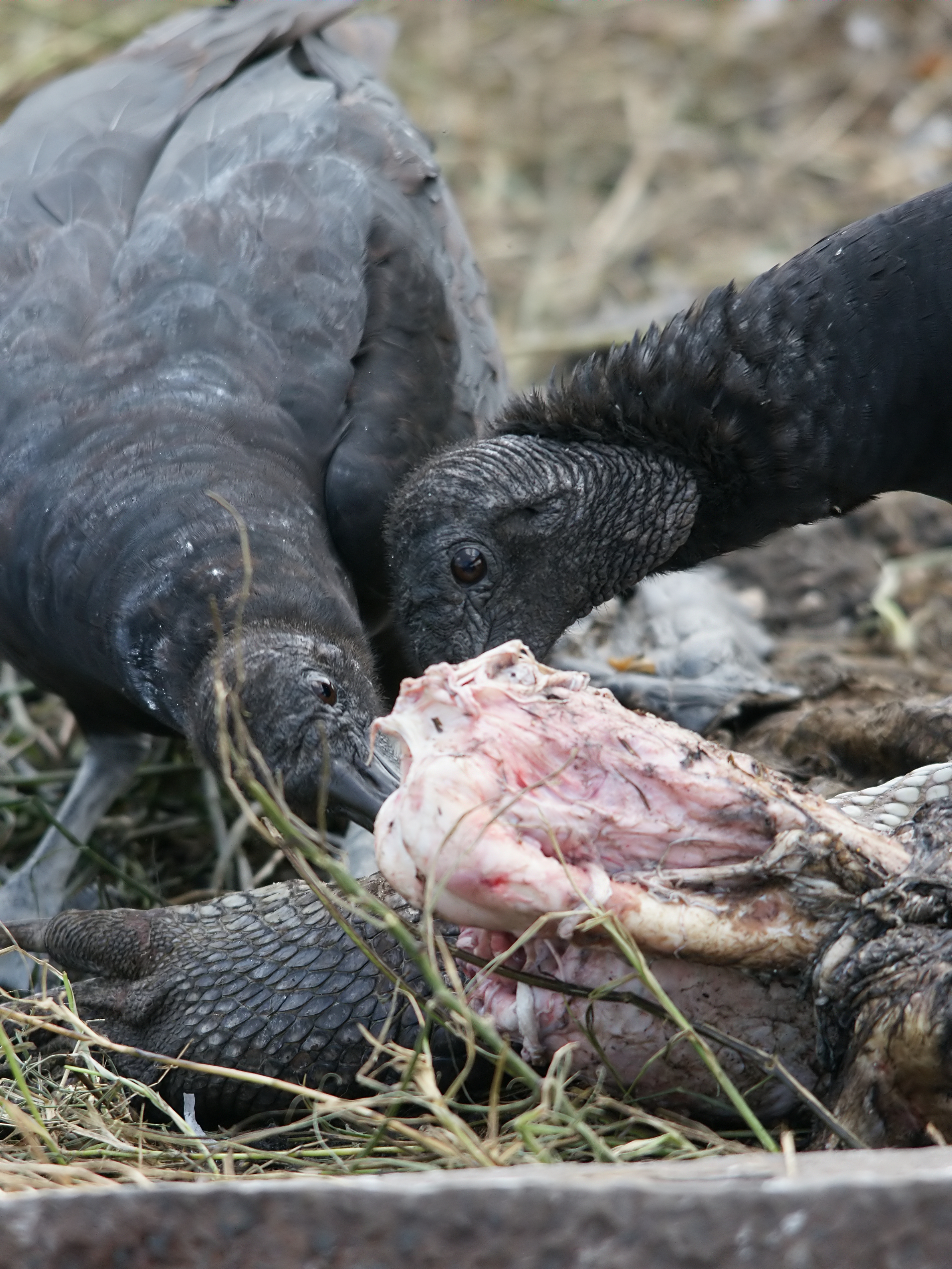
Kền kền đen đang ăn xác của con cá sấu mõm ngắn
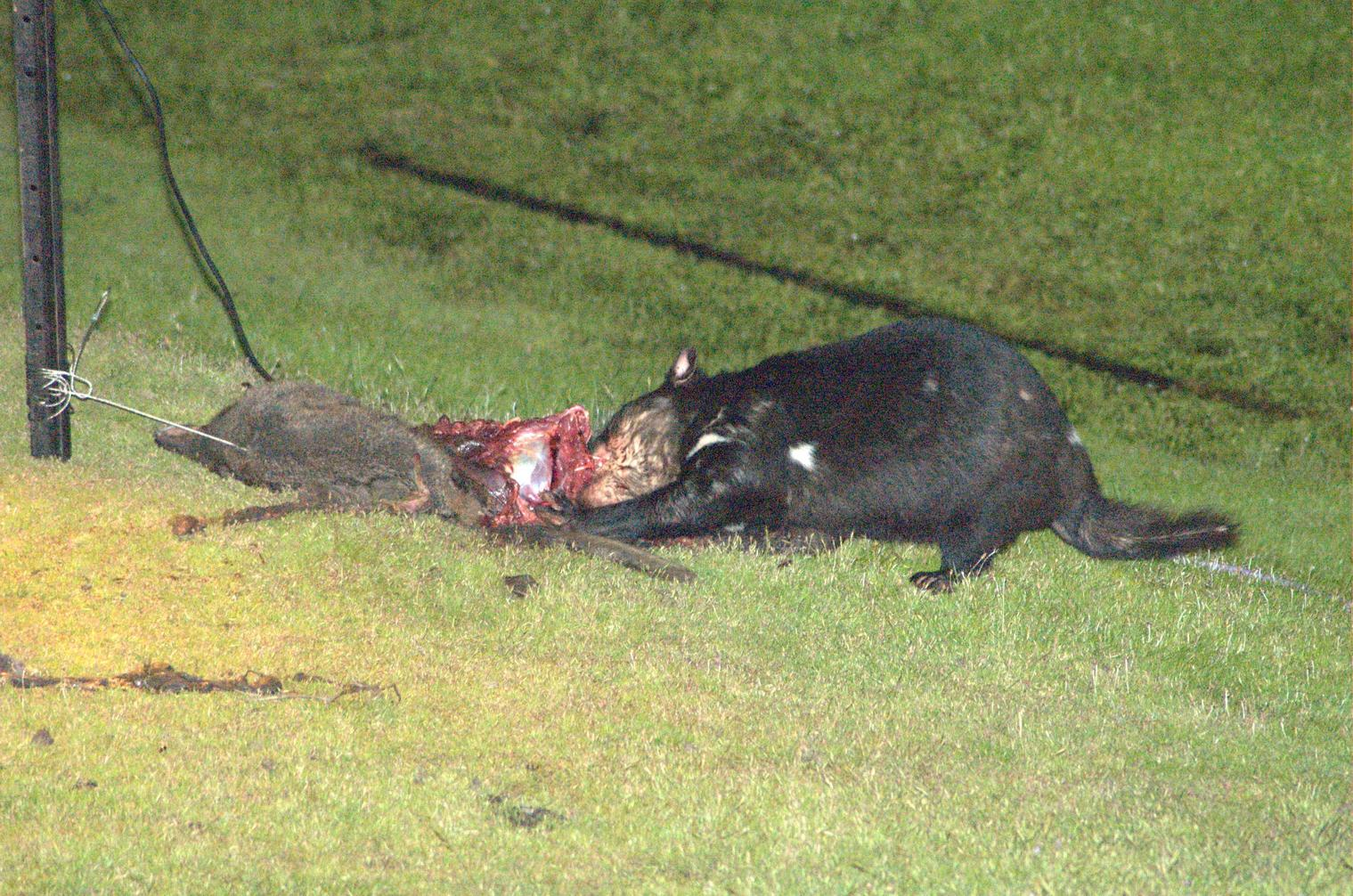
Quỷ Tasmania đang ăn xác của con chuột túi Wallaby
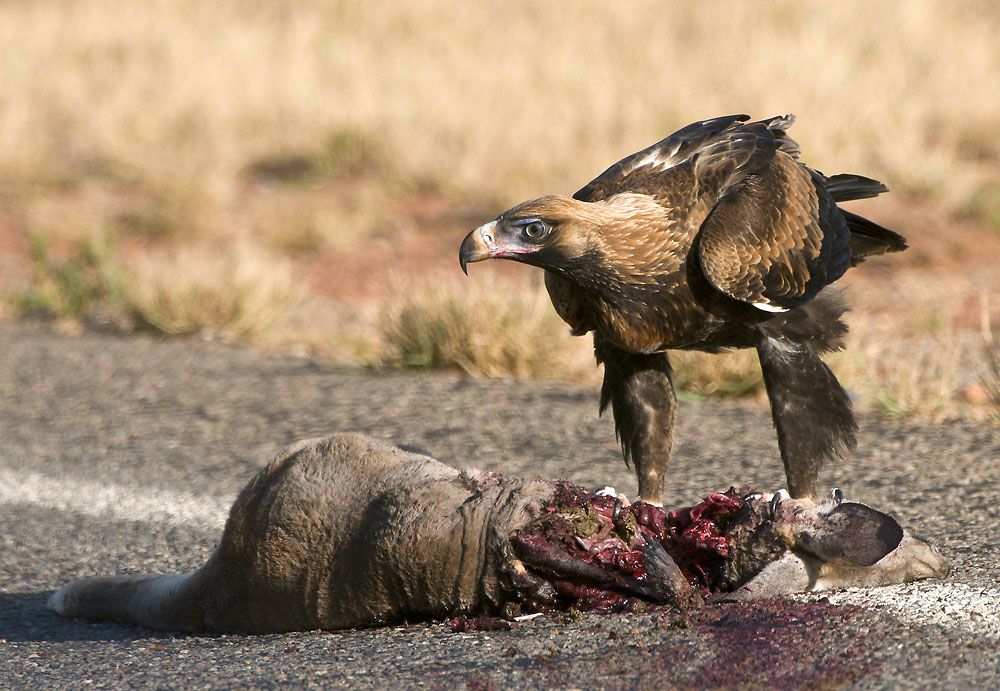
Một con đại bàng đang ăn xác thối
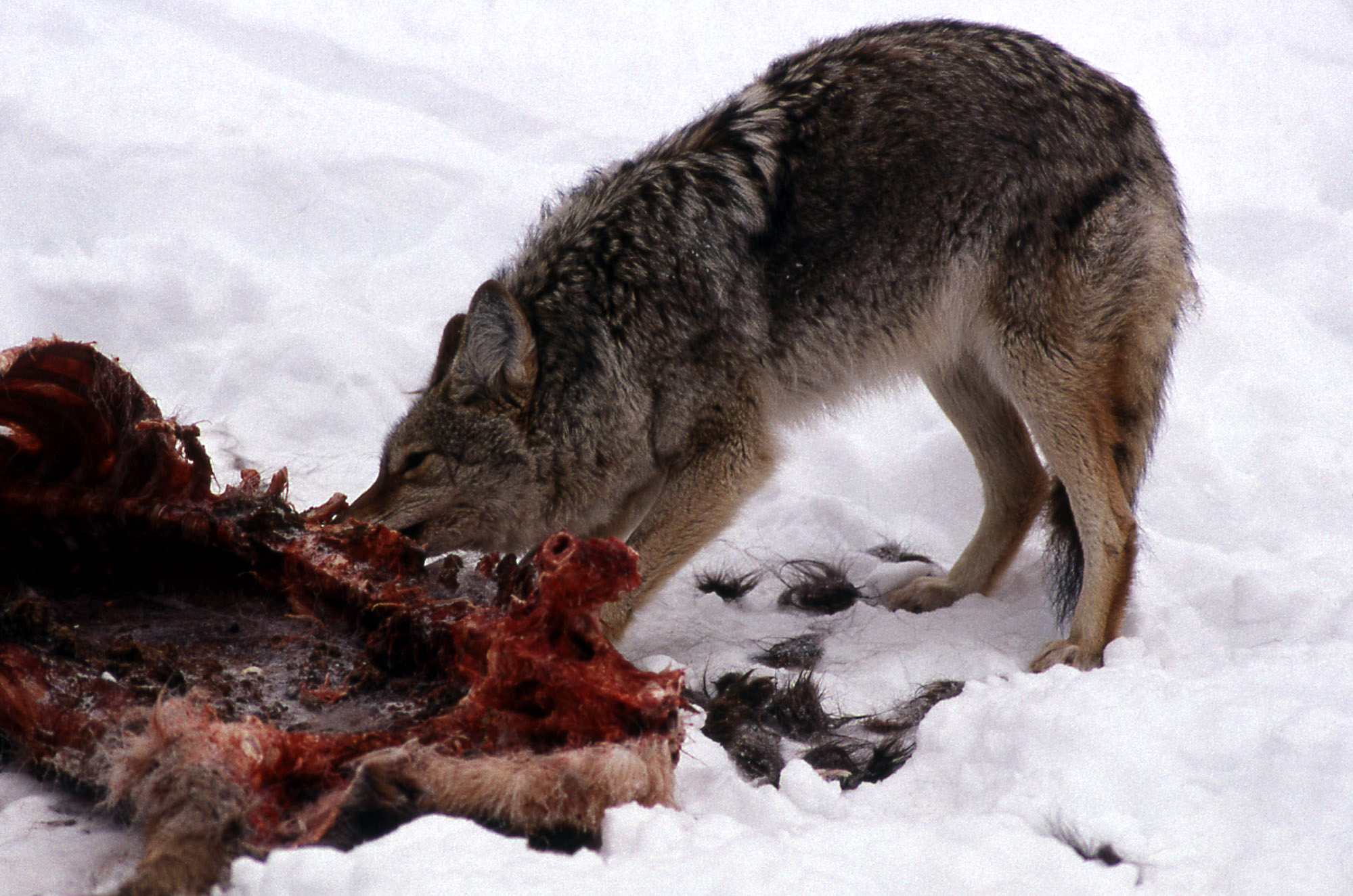
Sói đồng cỏ đang ăn xác thối của tuần lộc
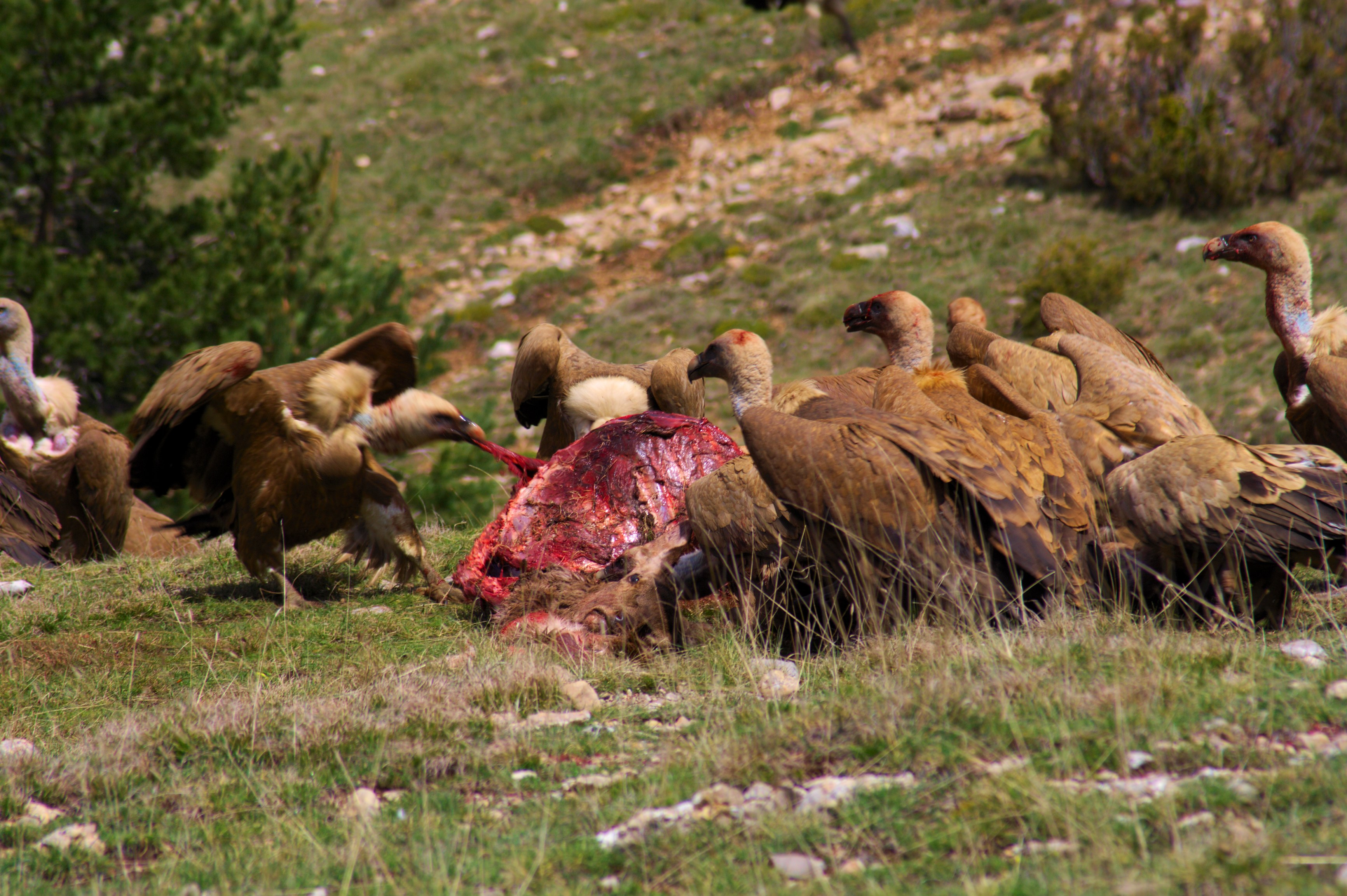
Bầy kền kền đang ăn xác thối
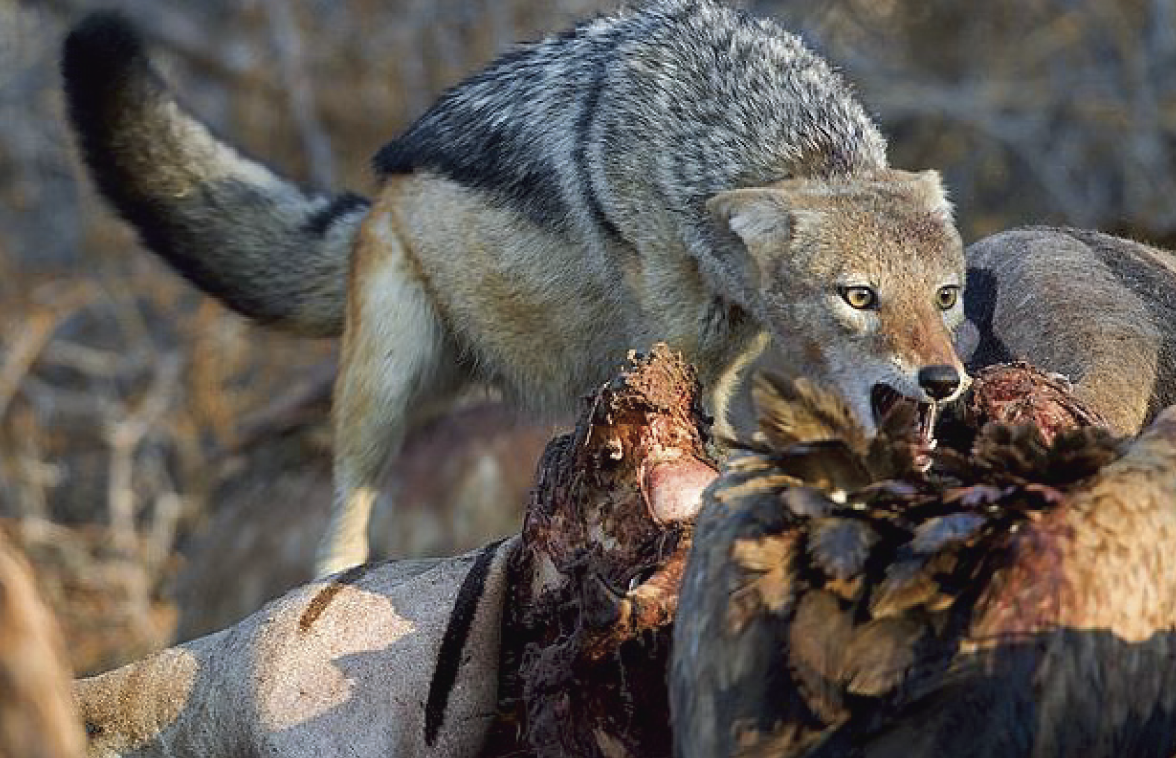
Một con chó rừng lưng đen
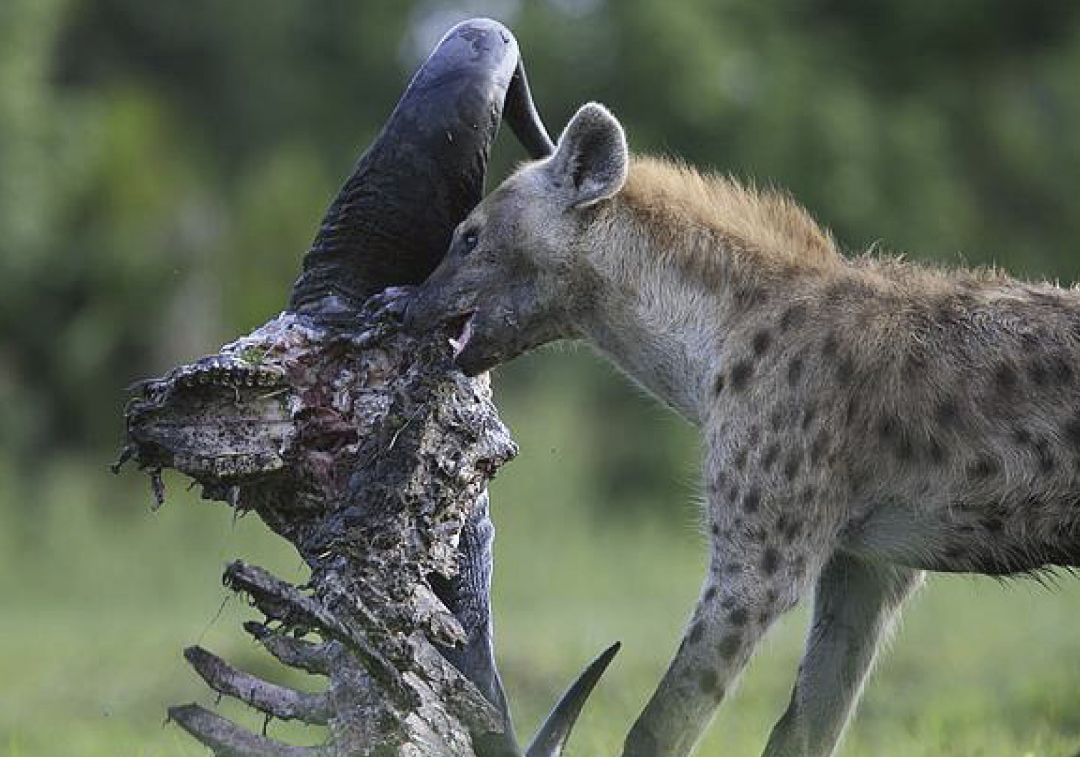
Linh cẩu
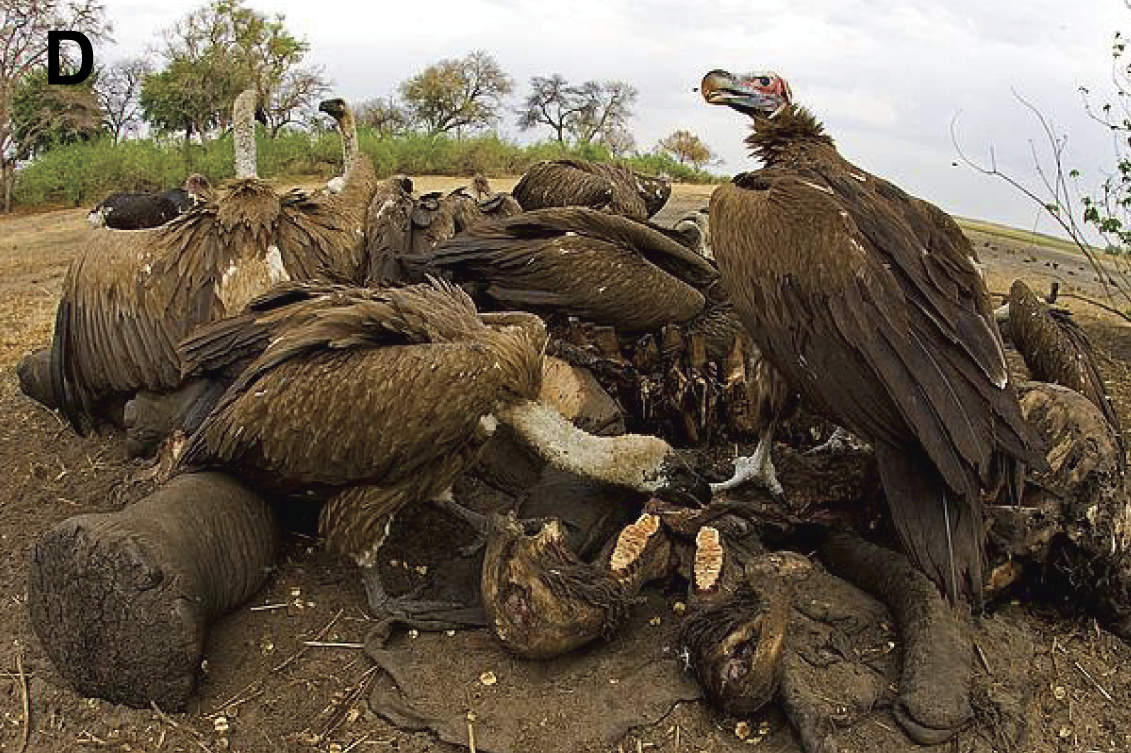
Bầy kền kền đang ăn xác của một con voi
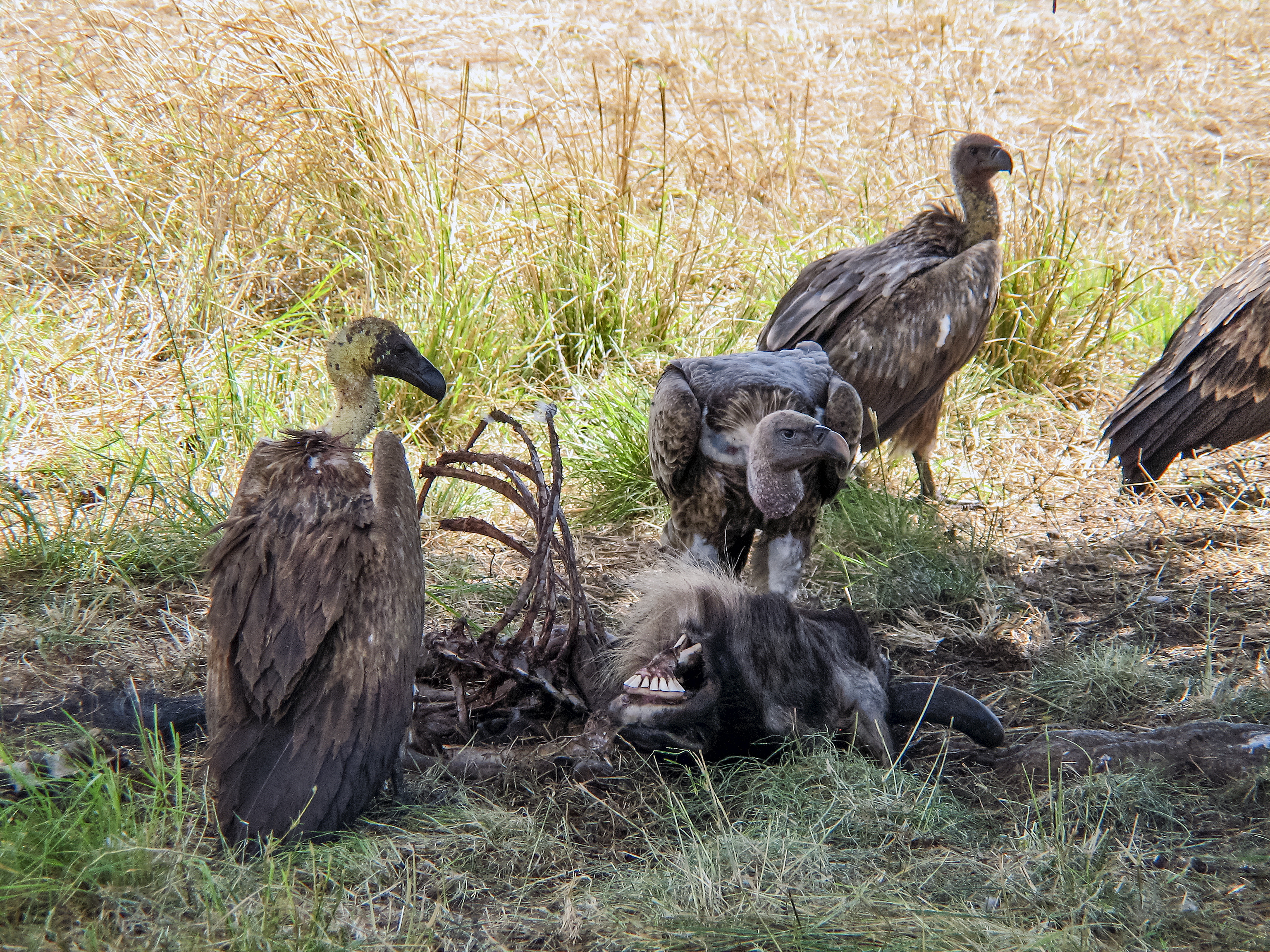
Bầy kền kền đang ăn xác của linh dương đầu bò
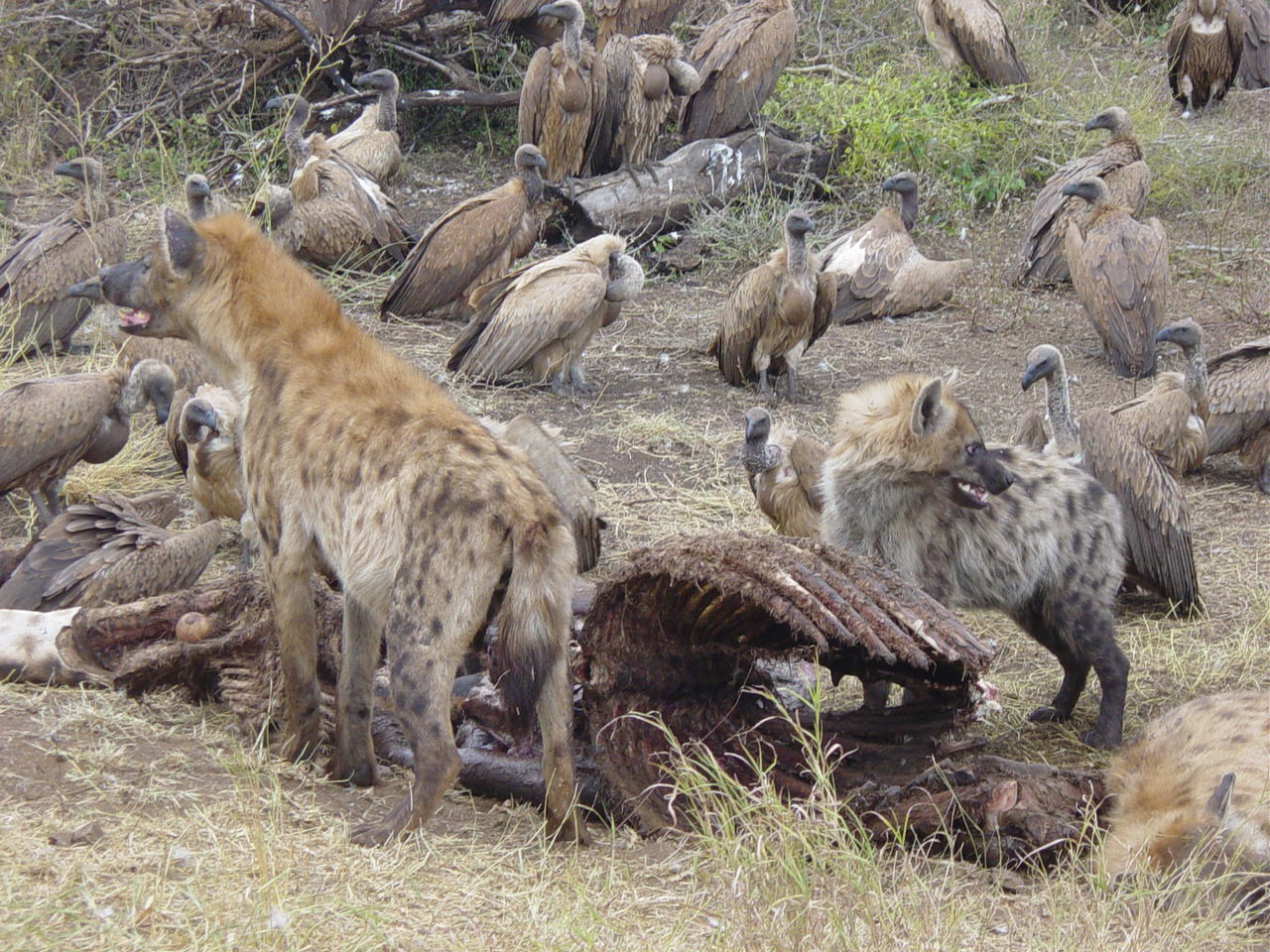
Linh cẩu và kền kền - hai kẻ ăn xác thối của thảo nguyên châu Phi
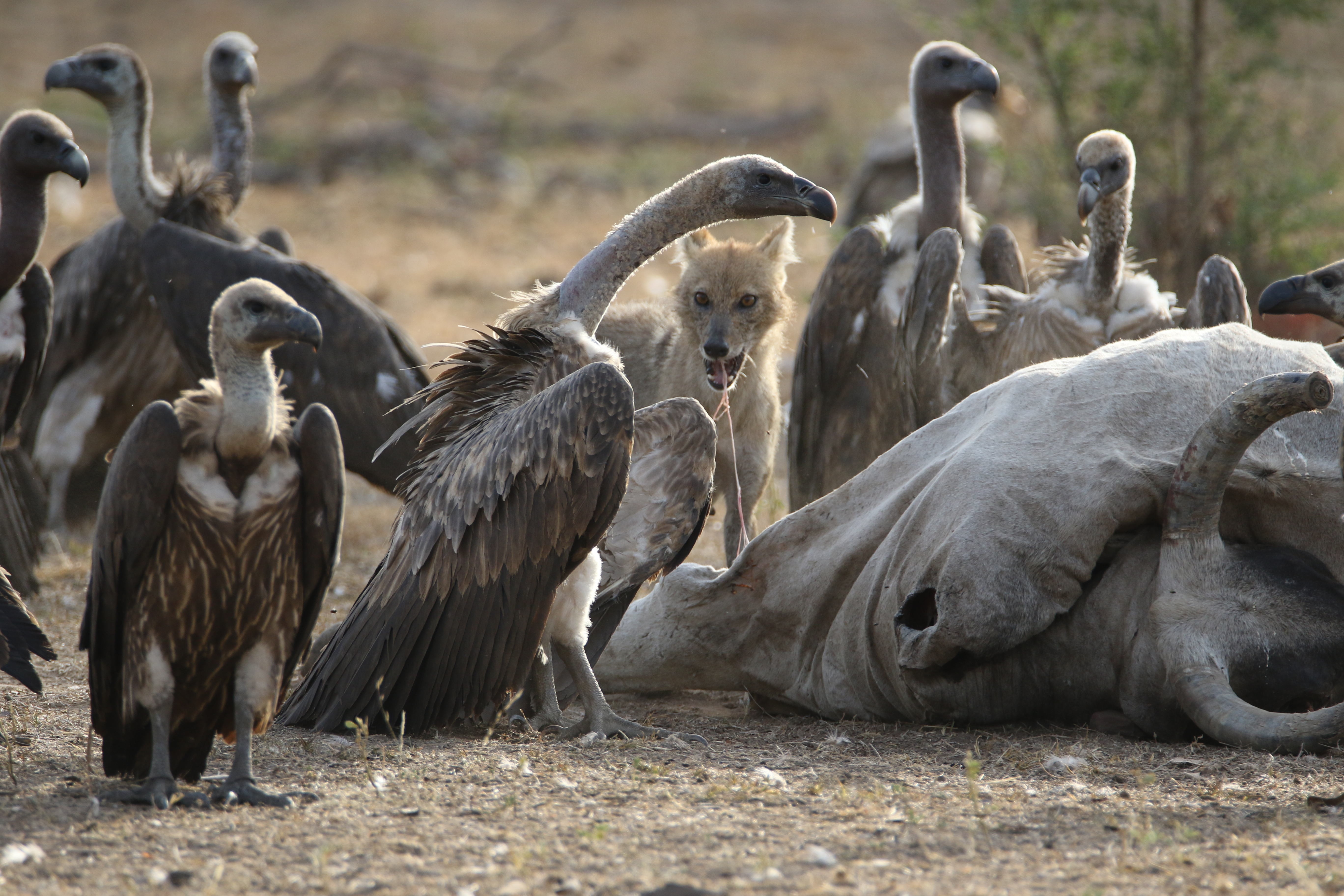
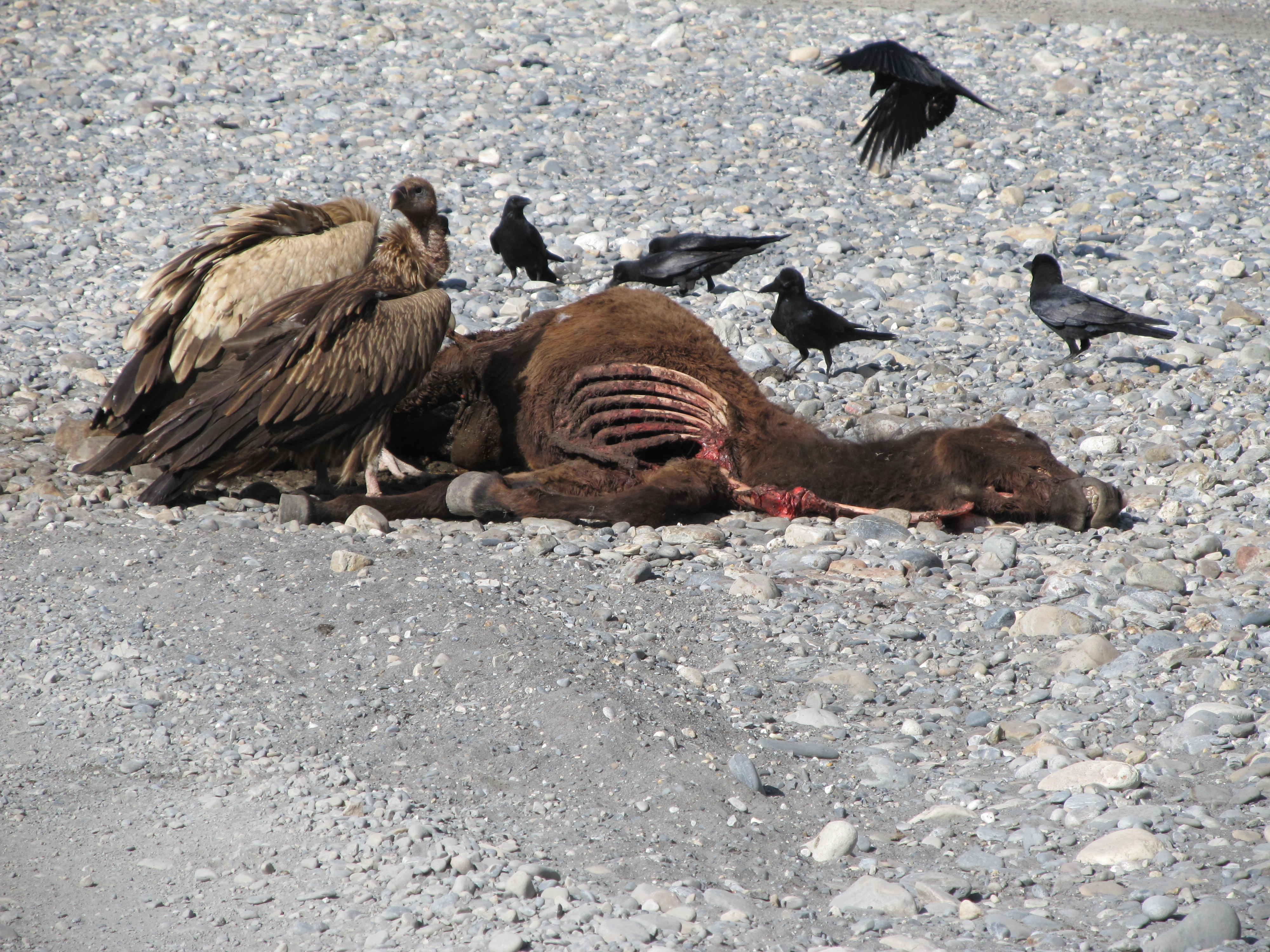
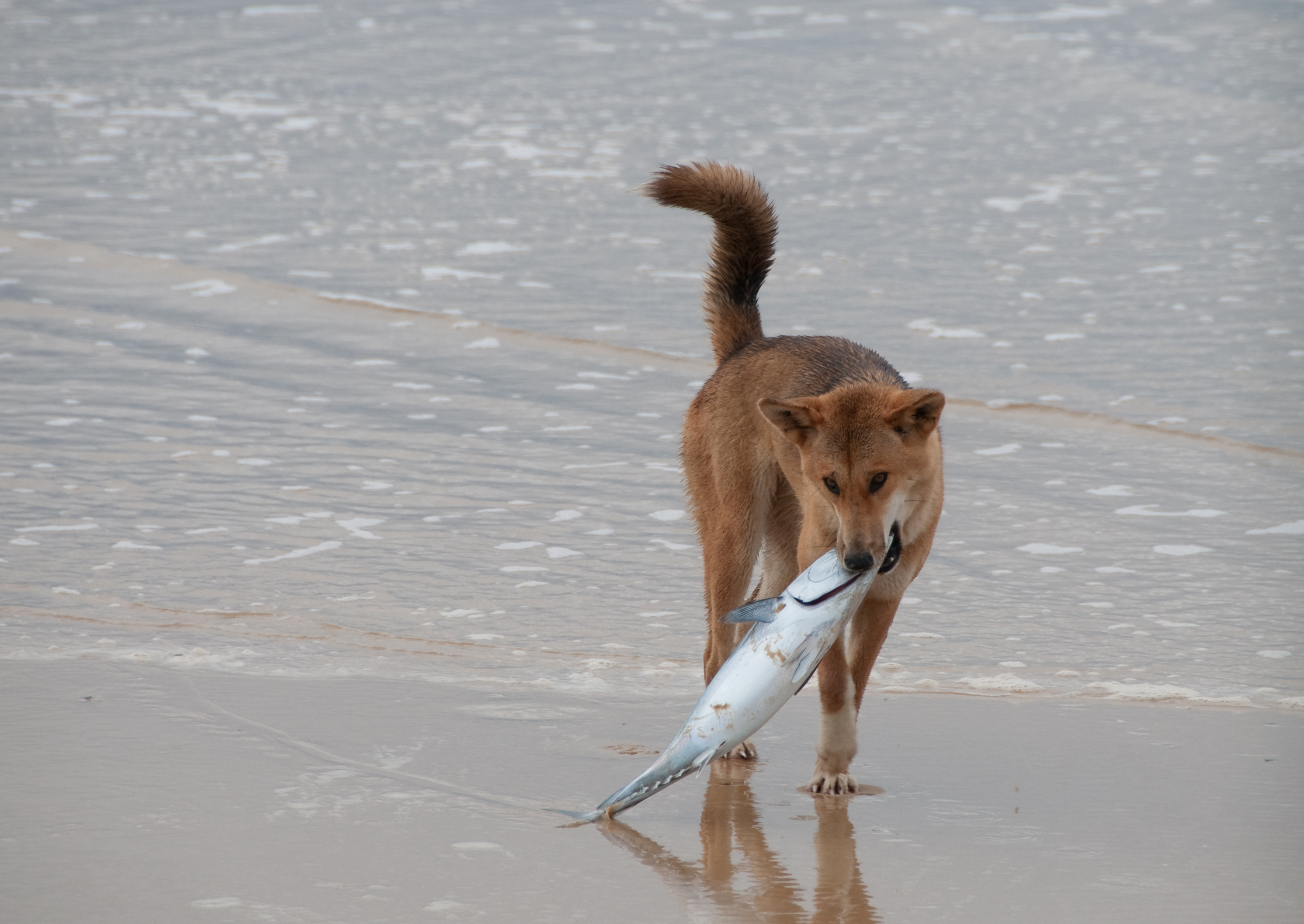
Một con chó đang ăn một con cá chết
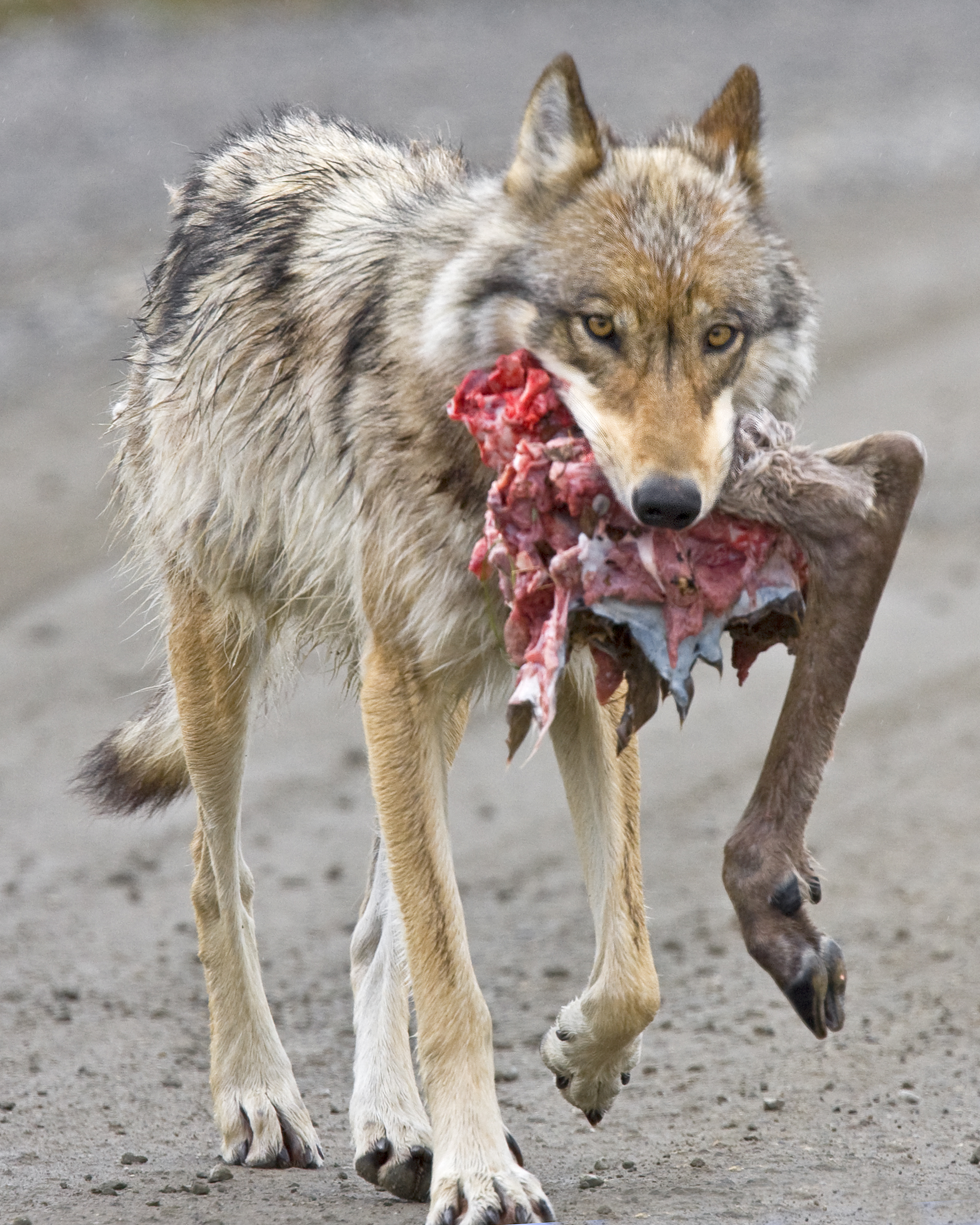
Một con sói
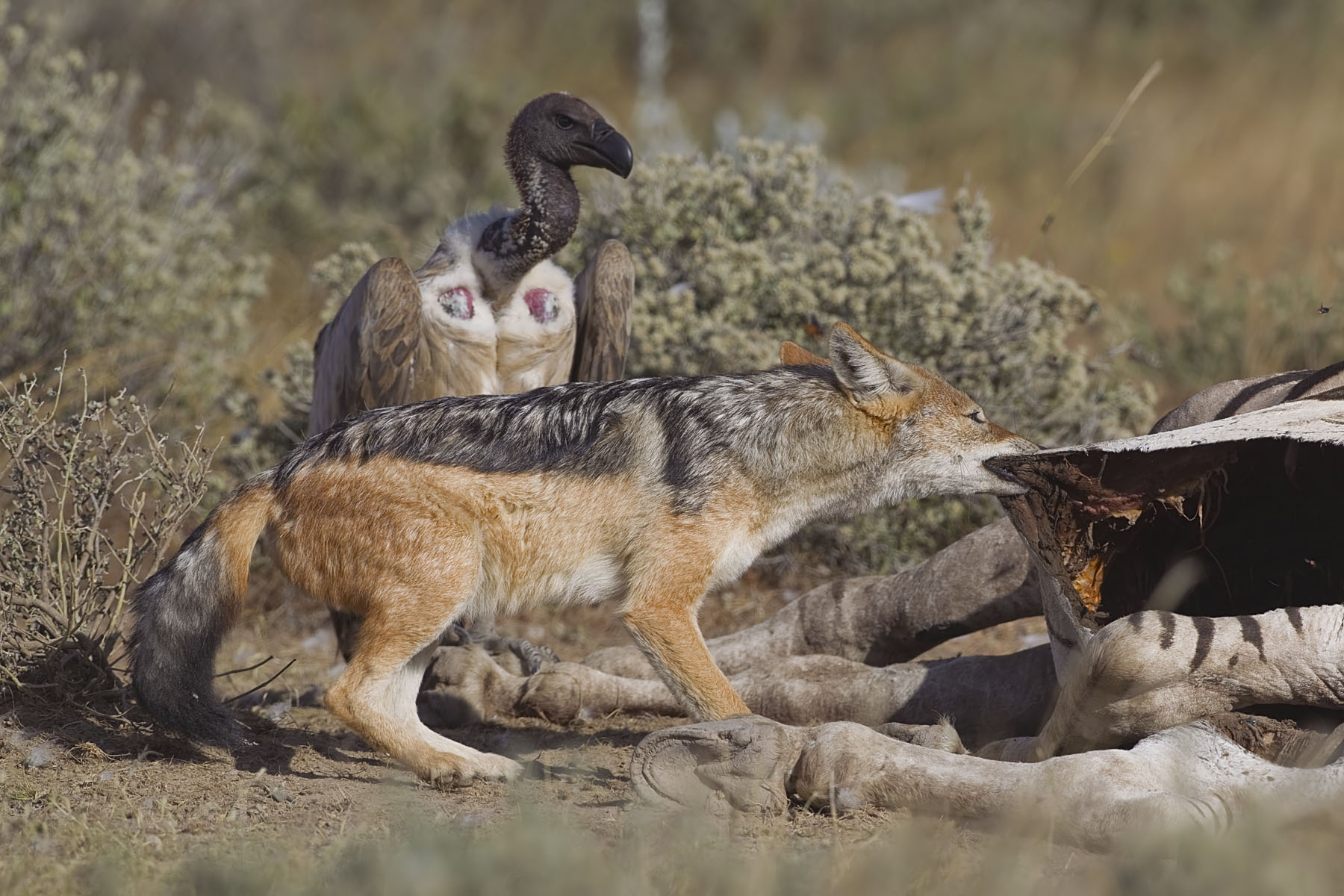
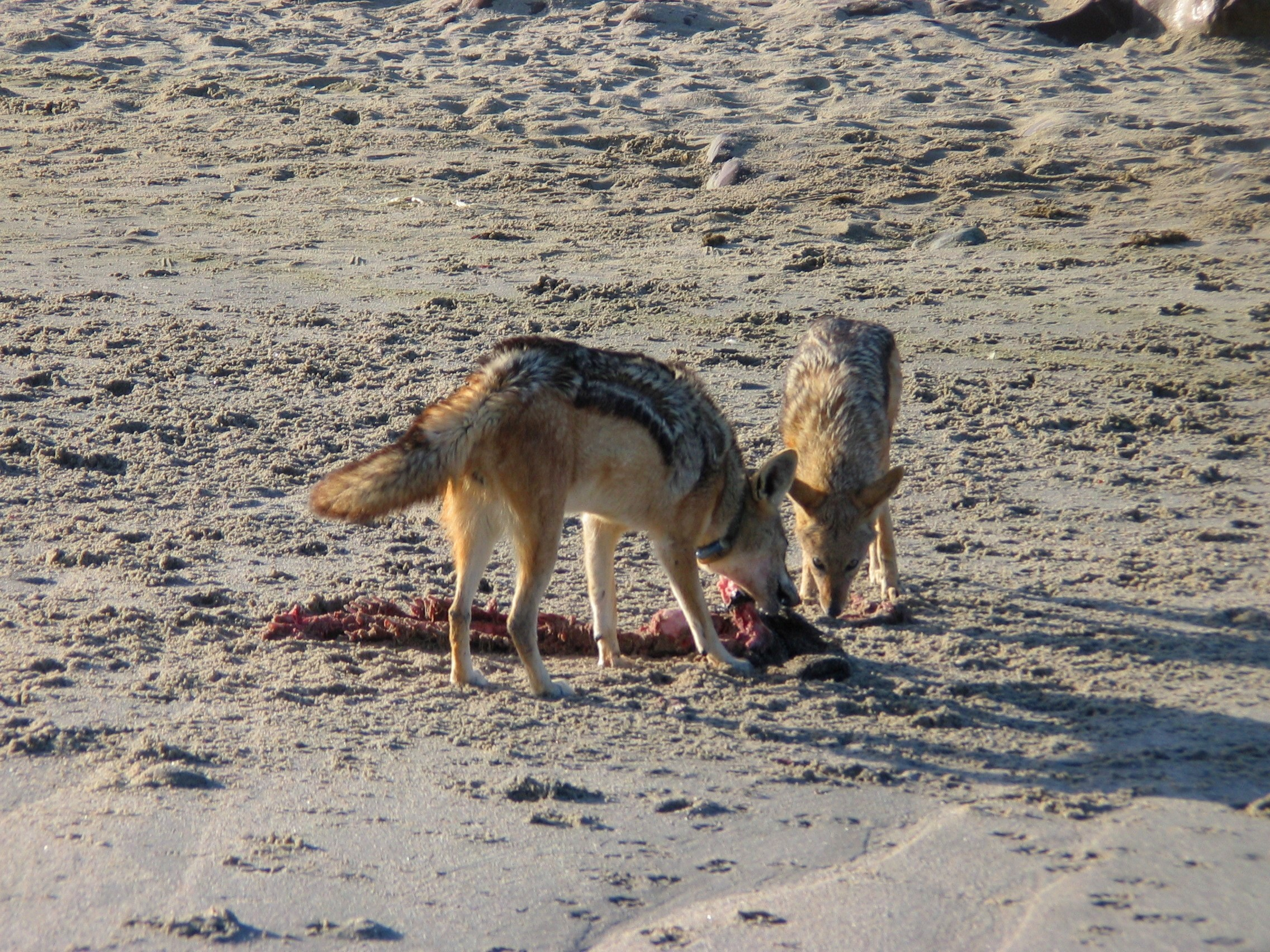
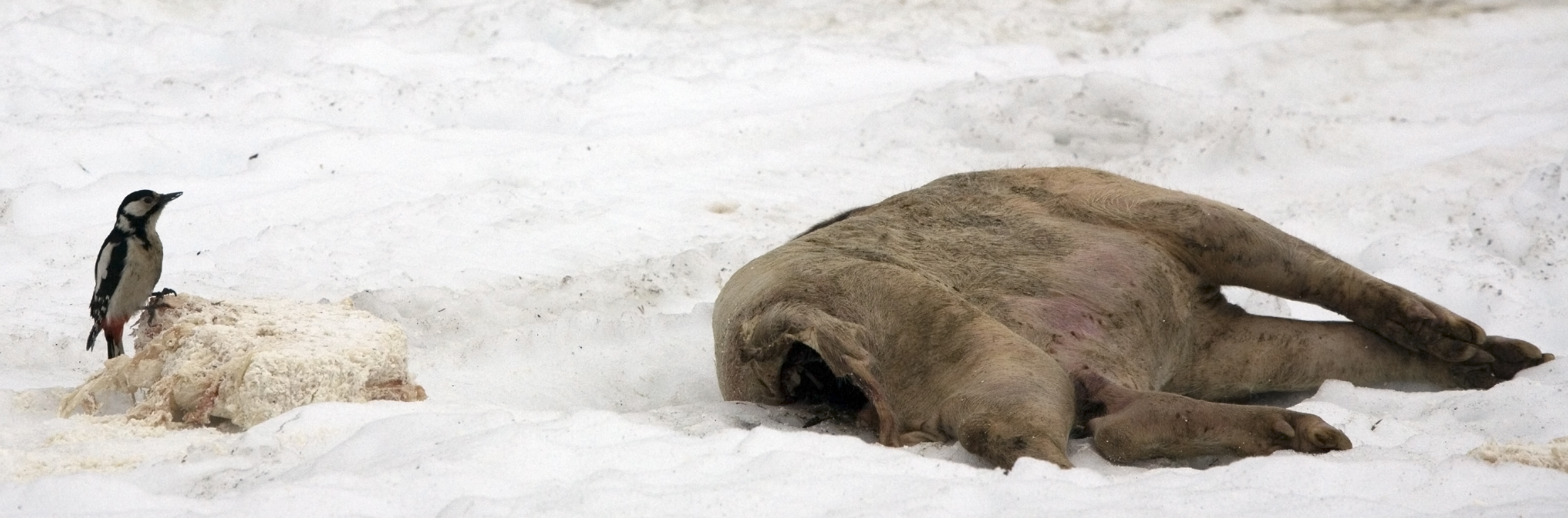
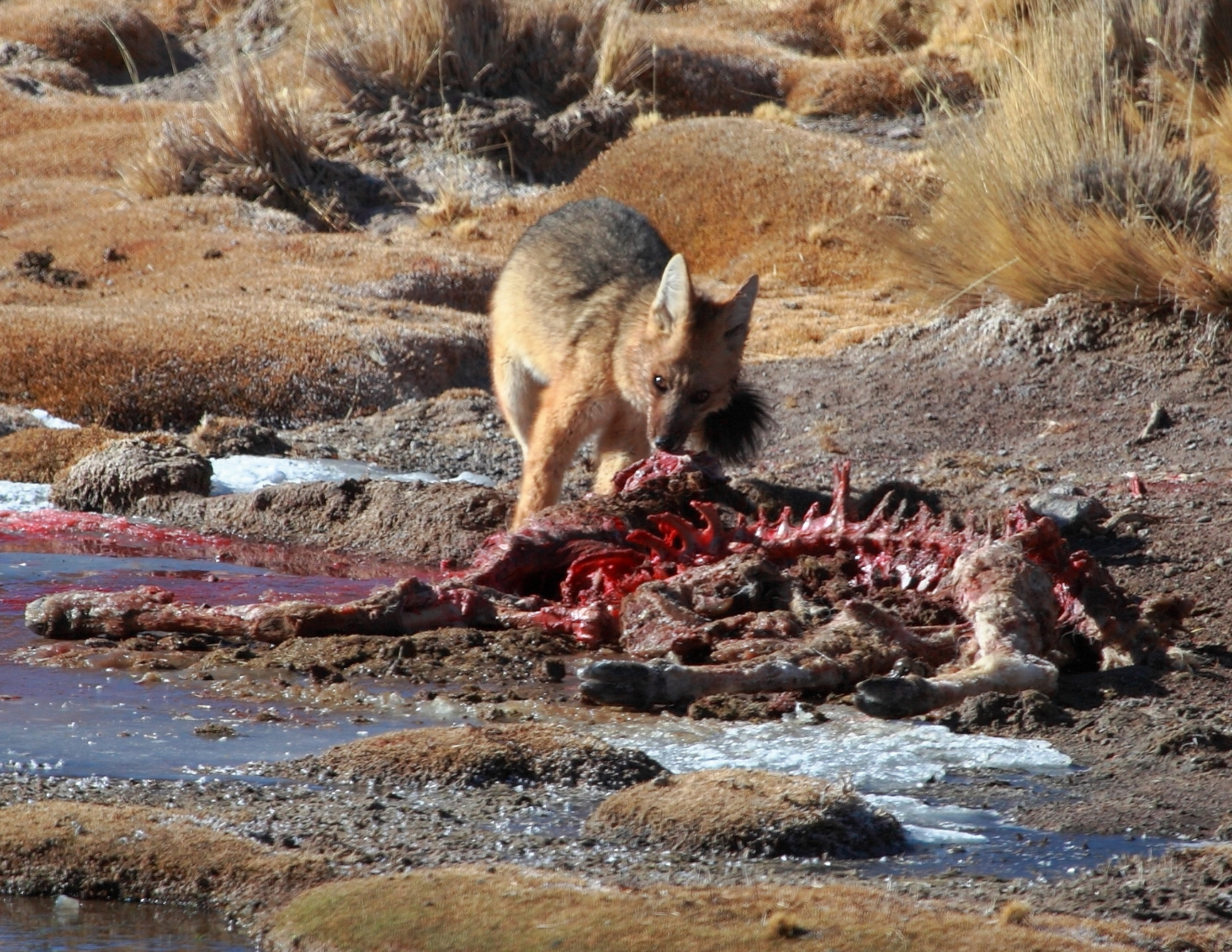